# Blongios de Chine
Botaurus sinensis
Espèce
Statut de conservation UICN

 LC  : Préoccupation mineure
Le Blongios de Chine (Botaurus sinensis) est une espèce d'oiseau de la famille des ardéidés qu’on retrouve en Asie.

## Distribution
Ce blongios vit en Oman, au Pakistan, en Inde, au Népal, au Sri Lanka, en Birmanie, au Laos, au Cambodge, au Viêt Nam, en Thaïlande, en Malaisie, en Indonésie, aux Philippines, à Taïwan, en Chine, en Corée du Nord, en Corée du Sud, au Japon, dans l’extrême est de la Russie, en Nouvelle-Guinée et dans les îles du Pacifique avoisinantes.

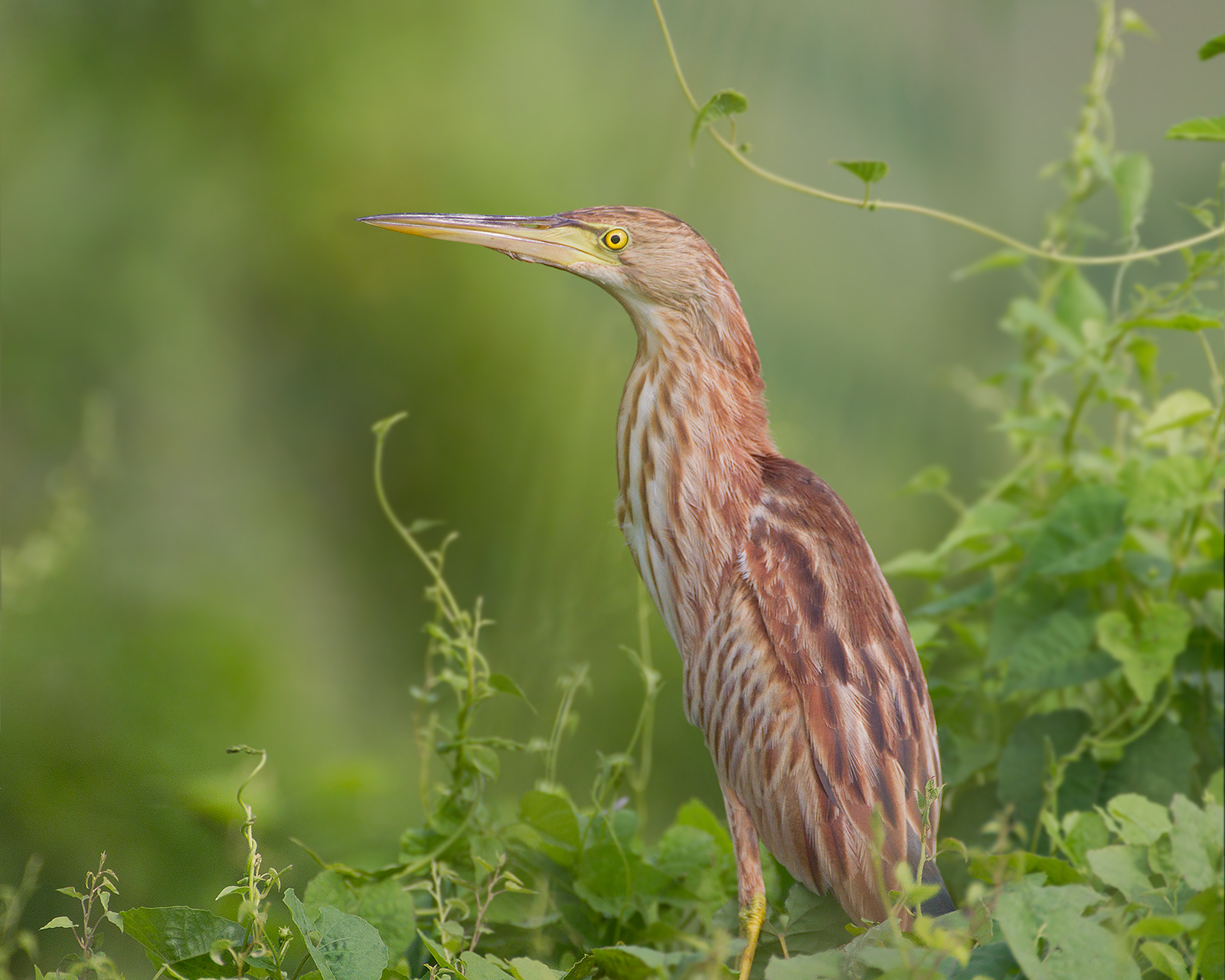
Héron blongios de Chine, Bueng Boraphet, Thaïlande

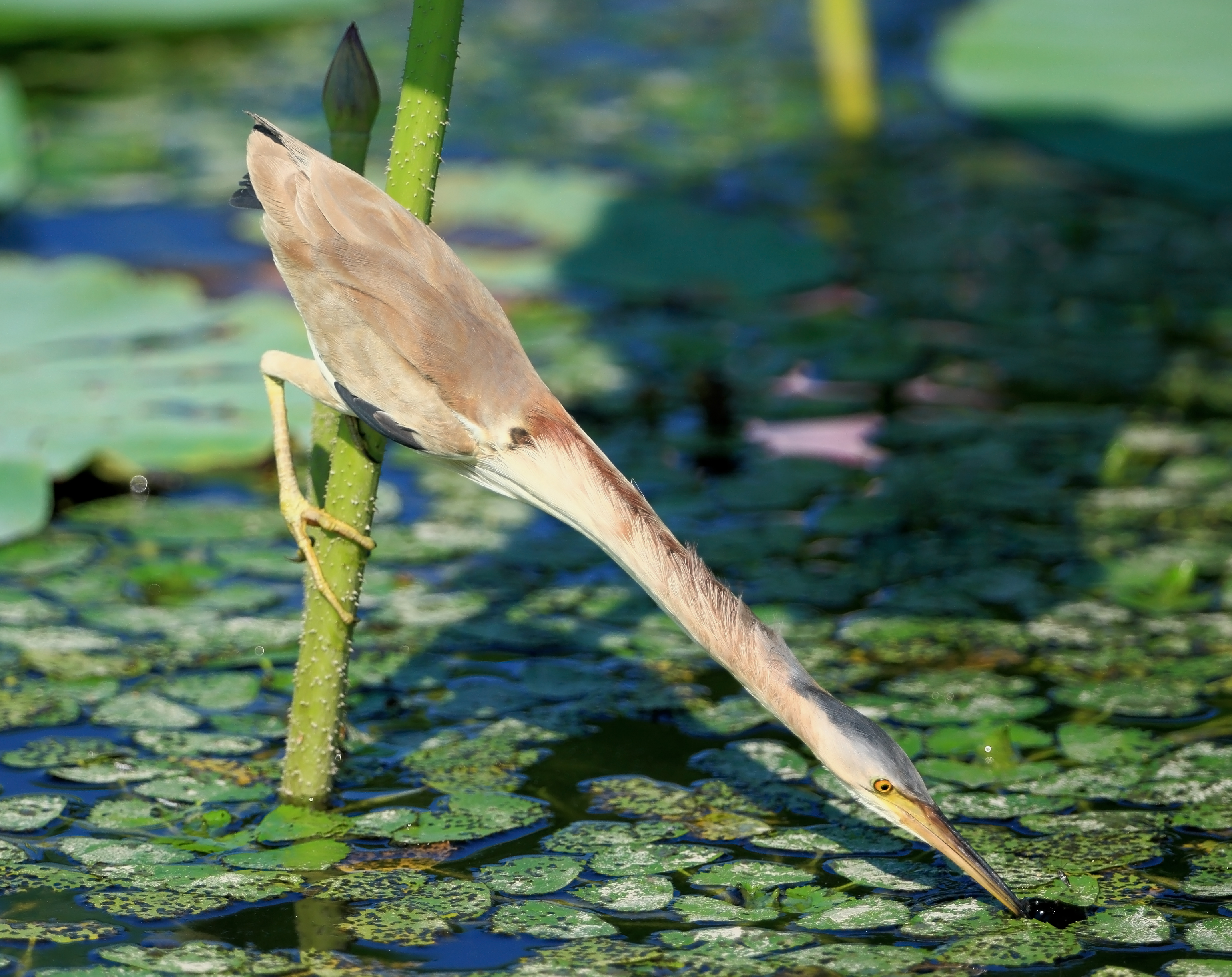
Blongios de Chine au Japon, sur le lac Hyōko. Aout 2012.

Les populations du centre et du nord de la Chine, de Russie, des deux Corées et du Japon sont nicheuses et migratrices. Les populations du centre et de l’est de l’Indonésie et de Nouvelle-Guinée sont non-nicheuses et migratrices.

## Habitat
Le Blongios de Chine fréquente principalement les marais d’eau douce et les rizières.

## Répartition

zone de nidification
zone de résidence permanente
non nicheur